# Ruta Provincial 205 (Buenos Aires)
La Ruta Provincial 205 es una carretera de 38 km de extensión en el suroeste del Gran Buenos Aires, que une la Ruta Provincial 4 en Luis Guillón, con la Ruta Nacional 3 en Cañuelas, atravesando las localidades de Monte Grande y Ezeiza.
Antiguamente pertenecía a la Ruta Nacional 205, pero tras la construcción de la Autopista Ezeiza-Cañuelas, se cambió el trazado, creando la Ruta Provincial 205.

## Nomenclatura municipal
Debido al crecimiento que tuvo el Gran Buenos Aires actualmente parte del mismo es una avenida urbana que tiene los siguientes nombres de norte a sur:
- Partido de Esteban Echeverría: Boulevard Buenos Aires, Avenida Enrique Santamarina, Ramón Santamarina, Avenida Gral. Juan D. Perón, Avenida Dardo Rocha, Mariano Castex.
- Partido de Ezeiza: Avenida Pres. Néstor Kirchner.

## Localidades
Las localidades por las que pasa esta ruta de noreste a sudoeste son las siguientes:

### Provincia de Buenos Aires
Recorrido: 38 km (kilómetro 0-38)
- Partido de Esteban Echeverría (kilómetro 0-8): Luis Guillón, Monte Grande y El Jagüel.
- Partido de Ezeiza (kilómetro 8-21): Ezeiza, La Unión, Tristán Suárez y Carlos Spegazzini.
- Partido de Cañuelas (km 21-38): Máximo Paz, Vicente Casares, Alejandro Petión y Cañuelas.

## Recorrido
A continuación, se presenta un mapa esquemático con las principales intersecciones con otras calles, avenidas, rutas y autopistas.
|  | RMCONTg |

| RMq | MWNODE | RMq |

| exSTRq | KRZ | exSTRq |

| exSTRq | KRZ | exCONTfq |

| exSTRq | ABZlr+lr | exSTRq |

| RGCONTg |  | STR |  |  |

| SKRZ-Guq | KRZ | TEEe | exSTRq |  |

| fWBRÜCKE1 | RMoW2 | WASSERq |  |  |

| BAHN | RM |  |  |  |

| RG | ABZgl+l | STR+r |  |  |

| uSKRZ-Au | SKRZ-Au | ABZr+r |  |  |

| RG + STRuq | TEEe | MWNODE | STRq |  |

| RGl | RG+r | RM |  |  |

| BAHN | RM |  |

| RGu + RGq | SKRZ-Gu |  |

| lDAMPF | STR |  |

| uSKRZ-Au | SKRZ-Au | RAq |

| fWBRÜCKE1 | WBRÜCKE1 | WASSERq |

| RG + exBUEq | KRZ | exSTRq |

| lDAMPF | STR |  |

| RG + exBUEq | KRZ | exCONTfq |

| RG + STRuq | ABZgr+r |  |

| RG | STR |  |

| lDAMPF | STR |  |

| RG + STRuq | ABZgr+r |  |

| fWBRÜCKE1 | WBRÜCKE1 | WASSERq |

| lDAMPF | STR |  |

| RG | STR |  |

| WORKS | RG | STR |  |  |

| lDAMPF | STR |  |

| RG + exBUEq | TEEeq |  |

| fWBRÜCKE1 | WBRÜCKE1 | WASSERq |

| lDAMPF | STR |  |

| RG + exBUEq | TEEeq |  |

| lDAMPF | STR |  |

| fWBRÜCKE1 | WBRÜCKE1 | WASSERq |

| fSTR | STR |  |

| lDAMPF | STR |  |

| lDAMPF | STR |  |

| uSKRZ-Mu | RMIcu | RMq |

| RG + eBUEq | TEEeq |  |

| RGCONTf | CONTf |  |